# Evgenij Nabokov
Evgenij Viktorovič Nabokov (in russo Евгeний Викторович Набоков?; trasl. angl. Evgeni Viktorovich Nabokov; Öskemen, 25 luglio 1975) è un ex hockeista su ghiaccio russo con cittadinanza kazaka professionista che ha giocato nel ruolo di portiere nella National Hockey League. Nel corso degli anni ha vestito le maglie dei San Jose Sharks, dei New York Islanders e dei Tampa Bay Lightning.

## Carriera

### Club

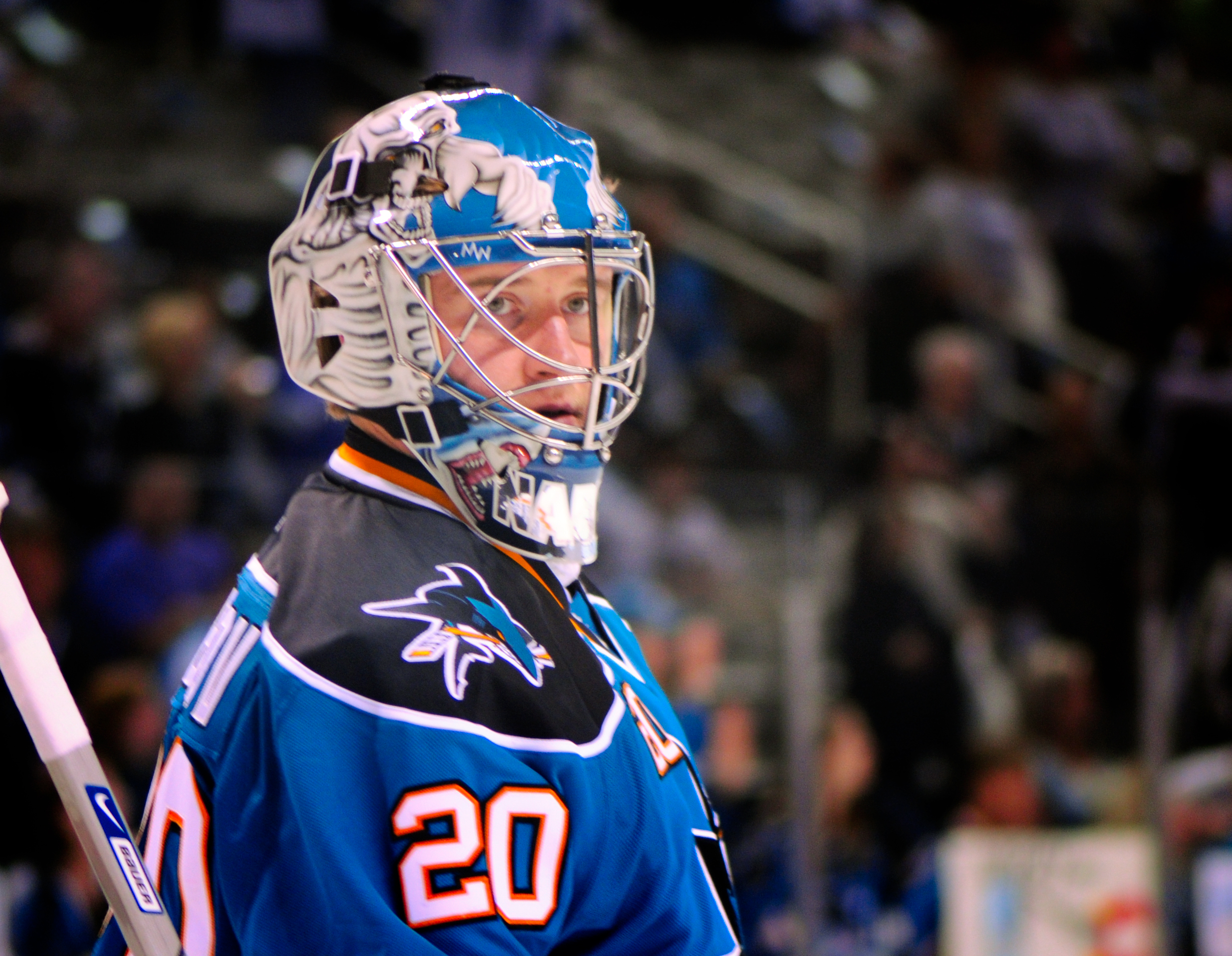
Nabokov ai tempi dei San Jose Sharks

Iniziò la propria carriera in Russia, vestendo le maglie del Kazcink-Torpedo e della Dinamo Mosca, mentre nel 1994 fu scelto in 219ª posizione assoluta dai San Jose Sharks. Dal 1997 al 1999 militò nella formazione affiliata ai Sharks in American Hockey League dei Kentucky Thoroughblades.
A partire dalla stagione 1999-2000 ha giocato per un totale di dieci stagioni con la maglia dei San Jose Sharks, con i quali ha stabilito diversi record di squadra. Nella gara del 10 marzo 2002 vinta per 7-4 con i Vancouver Canucks, ha realizzato un gol, diventando il settimo portiere a farlo, il primo, però, in una situazione di power play. Ha vinto quattro titoli di Division nei campionati 2001-2002, 2003-2004, 2007-2008 e 2008-2009, anno in cui la franchigia californiana vinse anche il Presidents' Trophy; nelle ultime due, inoltre, risultò il portiere con più vittorie (46 nel 2008 e 41 nel 2009).
Dopo aver lasciato gli Sharks, è tornato in Russia a giocare per lo SKA San Pietroburgo in Kontinental Hockey League. Nella stagione 2011-2012 da free agent Nabokov fece ritorno in NHL con la maglia dei New York Islanders, con cui il 14 gennaio 2012, vincendo la gara contro i Buffalo Sabres, raggiunse le 300 vittorie nella lega. Terminò la stagione con 42 presenze. Dopo aver riportato i newyorchesi ai playoff nella stagione 2012-2013, ha rescisso il suo contratto al termine del campionato seguente. Ha successivamente firmato per i Tampa Bay Lightning, con cui ha concluso la carriera.

### Nazionale
Pur avendo iniziato la sua carriera internazionale come giocatore del Kazakistan, con cui partecipò al Mondiale del 1994, è riuscito ad ottenere il permesso dall'IIHF, nel 2005, di giocare per la Russia, con cui ha vinto il Mondiale 2008, in cui è risultato anche il miglior portiere della competizione.

## Palmarès

### Nazionale
- Campionato mondiale di hockey su ghiaccio: 1

Canada 2008

### Individuale
- Calder Memorial Trophy: 1

2000-2001
- NHL First All-Star Team: 1

2007-2008
- NHL All-Rookie Team: 1

2000-2001
- NHL All-Star Game: 2

2001, 2008
- Campionato mondiale di hockey su ghiaccio All-Star Team: 1

Canada 2008
- Miglior portiere del Campionato mondiale di hockey su ghiaccio: 1

Canada 2008
- Miglior media gol subiti al Campionato mondiale di hockey su ghiaccio: 1

Canada 2008 (1,78 reti)